# Inamullah Khan
Inamullah Khan (1912–1997) byl muslimský aktivista indického původu. Byl spoluzakladatelem a od roku 1949 prvním generálním tajemníkem Světového muslimského kongresu. V této funkci vydržel přes čtyři desetiletí. V roce 1988 mu byla udělena Templetonova cena; proti tomu protestovala židovská Liga proti pomluvám, jelikož podle jejího názoru Dr. Khan podporoval antisemitismus.